# Sabrosa
Sabrosa – miejscowość w Portugalii, leżąca w dystrykcie Vila Real, w regionie Północ w podregionie Douro. Znana jako miejsce urodzenia Ferdynanda Magellana. Miejscowość jest siedzibą gminy o tej samej nazwie.

## Demografia
| Liczba ludności gminy Sabrosa (1849–2011) | Liczba ludności gminy Sabrosa (1849–2011) | Liczba ludności gminy Sabrosa (1849–2011) | Liczba ludności gminy Sabrosa (1849–2011) | Liczba ludności gminy Sabrosa (1849–2011) | Liczba ludności gminy Sabrosa (1849–2011) | Liczba ludności gminy Sabrosa (1849–2011) | Liczba ludności gminy Sabrosa (1849–2011) | Liczba ludności gminy Sabrosa (1849–2011) |
| ----------------------------------------- | ----------------------------------------- | ----------------------------------------- | ----------------------------------------- | ----------------------------------------- | ----------------------------------------- | ----------------------------------------- | ----------------------------------------- | ----------------------------------------- |
| 1849                                      | 1900                                      | 1930                                      | 1960                                      | 1981                                      | 1991                                      | 2001                                      | 2004                                      | 2011                                      |
| 5 412                                     | 14 038                                    | 12 576                                    | 12 903                                    | 9 050                                     | 7 478                                     | 7 032                                     | 6 835                                     | 6 361                                     |

## Sołectwa
Sołectwa gminy Sabrosa (ludność wg stanu na 2011 r.)
- Celeirós - 222 osoby
- Covas do Douro - 444 osoby
- Gouvães do Douro - 142 osoby
- Gouvinhas - 267 osób
- Parada de Pinhão - 309 osób
- Paradela de Guiães - 103 osoby
- Paços - 762 osoby
- Provesende - 310 osób
- Sabrosa - 1202 osoby
- São Cristóvão do Douro - 160 osób
- São Lourenço de Ribapinhão - 407 osób
- São Martinho de Antas - 910 osób
- Souto Maior - 487 osób
- Torre do Pinhão - 342 osoby
- Vilarinho de São Romão - 294 osoby